# Condado de Union (Novo México)
O Condado de Union é um dos 33 condados do Estado norte-americano do Novo México. A sede do condado é Clayton, e sua maior cidade é Clayton. O condado possui uma área de 9922 km² (dos quais 2 km² estão cobertos por água), uma população de 4549 habitantes, e uma densidade populacional de 0,5 hab/km² (segundo o censo dos Estados Unidos de 2010). O condado foi fundado em 1893.